# میکو هیروونن
میکو هیروونن (فنلاندی: Mikko Hirvonen؛ زادهٔ ۳۱ ژوئیهٔ ۱۹۸۰) راننده رالی اهل فنلاند است.
از باشگاه‌هایی که در آن بازی کرده‌است می‌توان به تیم رالی جهانی فورد اشاره کرد.